# Кулидж, Чарльз Генри
Чарльз Генри Кулидж (4 августа 1921 — 6 апреля 2021) — техник-сержант армии США в отставке, удостоился высочайшей военной награды США за храбрость — медали Почёта за героизм, проявленный во Франции в ходе Второй мировой войны.
Ко времени смерти Кулидж был единственным живущим обладателем медали Почёта награждённым за подвиг на западноевропейском театре второй мировой войны и единственным живущим участником Второй мировой, награждёным медалью Почёта в ходе войны. Гершель В. Уильямс, до своей смерти в следующем 2022 году, остававшийся единственным живущим участником Второй мировой войны, награждённым медалью Почёта получил эту награду уже после войны 5 октября 1945 года.

## Биография

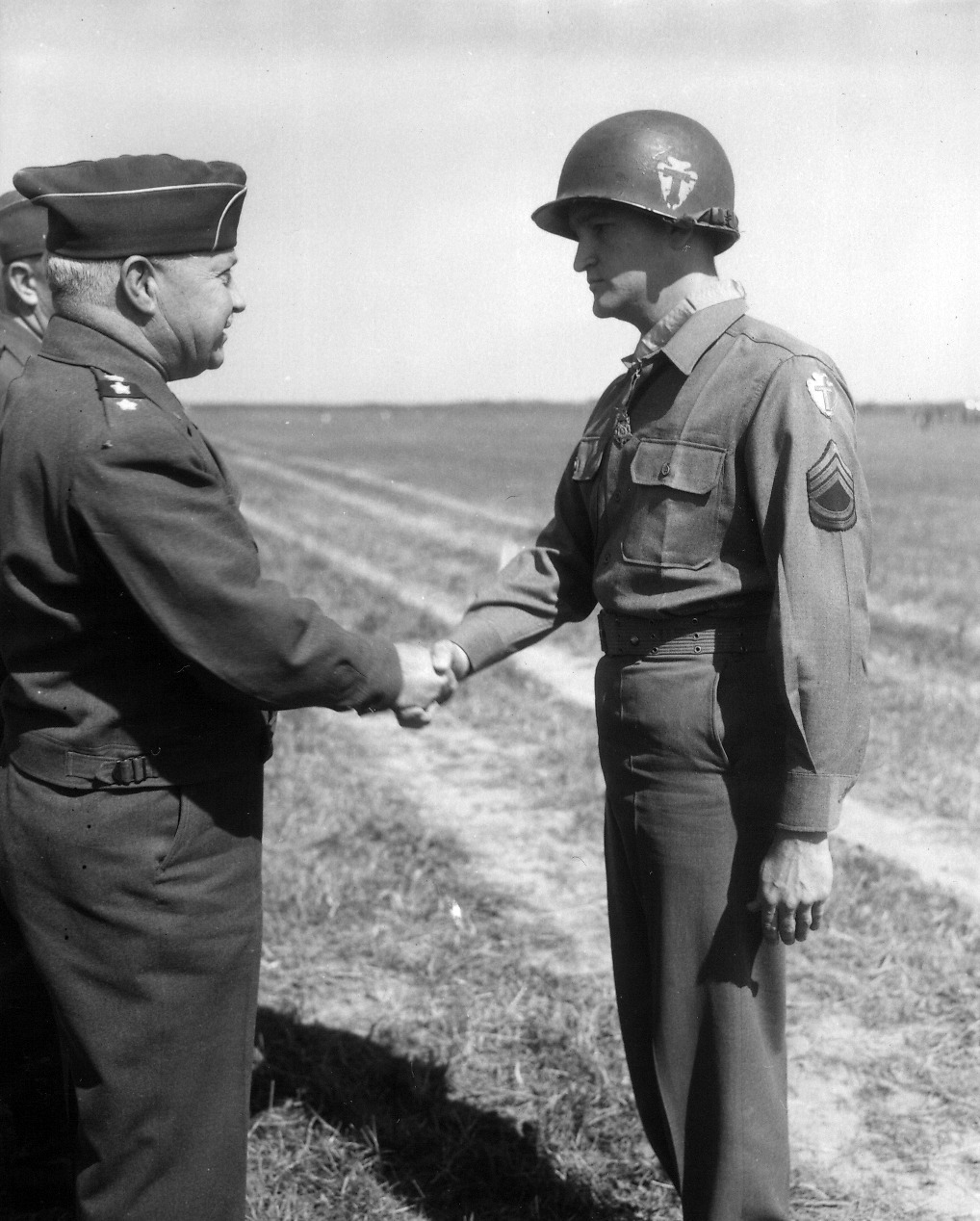
Генерал-лейтенант Уэйд Хейслип поздравляет Кулиджа после награждения медалью Почёта.

Кулидж родился 4 августа 1921 года в Сигнал-Маунтин, штат Теннесси в семье Уолтера Кулиджа и Грейс (дев. Макракен). В 1939 году окончил хай-скул Чатануга и работал переплётчиком у отца, который держал печатный бизнес.
6 июня 1942 года Кулидж вступил в армию США. Прошёл базовую подготовку в форте Макклелан, штат Алабама. Затем его перевели в Кэмп-Батлер, штат Северная Каролина и в Кэмп-Эдвардс, штат Массачусетс, где его зачислили в состав роты М, третьего батальона, 141-го пехотного полка, 36-й пехотной дивизии. В апреле 1943 года Кулиджа отправили в Оран (Алжир), где он принял участие в североафриканской кампании. За храбрость в бою 31 мая 1944 года в Италии командир пулемётной секции сержант Кулидж удостоился медали «Серебряная звезда».
24 октября 1944 года техник-сержант Кулидж возглавлял группу пулемётчиков и стрелков роты М, удерживающих ключевую высоту 623 к востоку от коммуны Бельмон-сюр-Бюттан во Франции. Кулидж и его группа сдержала наступление многочисленного отряда пехоты врага и двух танков (27 октября) использовав гранаты, один танк безуспешно выпустил пять снарядов по самому Кулиджу. За свои действия Кулидж удостоился медали Почёта, которую ему вручил генерал-лейтенант Уэйд Хейслип в ходе церемонии, проведённой на аэродроме близ Дорнштадта, Германия.
После войны Кулидж проживал близ Чаттануги, штат Теннесси, где в его честь названы шоссе и парк. Он работал в семейном бизнесе, организации Chattanooga Printing & Engraving, которая в 2010 году отметила столетний юбилей. Его сын Чарльз Г. Кулидж-младший — генерал-лейтенант ВВС США в отставке.

## Награды и почести
- 15 сентября 2006 года Кулиджу был вручён Орден Почётного легиона чиновниками из французского консульства на церемонии в парке Кулиджа (получившем это имя в 1945 году)[8].
- В марте 1945 года Кулидж был введён в Орден Джона Севьера Сыновей американской революции[9].
- В ноябре 2013 года Кулидж был изображён на первом из 12 портретов награждённых медалью Почёта на обложке пакета серии «Почётная медаль второй мировой войны навсегда» из 20 почтовых марок почтовой службы США[10].
- В честь Кулиджа назван центр наследия медалей Почёта (The Charles H. Coolidge Medal of Honor Heritage Center) в деловом центре Чаттануги. Центр открылся для публики в феврале 2020 года[4].
- В честь Кулиджа назван парк (Coolidge Park) на северной набережной делового центра Чаттануги. В парке находится восстановленная карусель 1894 года компании Dentzel Carousel Company, павильон, фонтан с интерактивной игрой, Открытый Центр Чаттануги (Outdoor Chattanooga Center) и открытое пространство. Прак стал популярным местом для проведения концертов, открытых показов фильмов, фестивалей и специальных событий[6].
- Девятимильный участок шоссе U.S. Route 27 (Tennessee Route 29) в округе Гамильтон, штат Теннесси был назван в честь Кулиджа (Charles H. Coolidge Medal of Honor Highway) и 10 апреля 1989 года был посвящён ему[6].
- В марте 2021 года за несколько недель до смерти Кулиджу была вручена награда Джорджа Маршалла[11].

### Награды
Награды Кулиджа
|  | A metal device depicting a blue bar with a rifle, in front of a wreath of silver leaves. |

|  |  |                                                                                       |
|  |  |                                                                                       |
|  |  | Серебряная звезда за службу · Бронзовая звезда за службу · Бронзовая звезда за службу |
|  |  |                                                                                       |

| Значок боевого пехотинца                 |                                          | |
| Медаль Почёта                            | Серебряная звезда                        | Бронзовая звезда |
| Армейская медаль «За безупречную службу» | Медаль «За Американскую кампанию»        | Медаль «За Европейско-африканско-ближневосточную кампанию» с одной 3/16 дюймовой серебряной звездой за службу и двумя 3/16 дюймовыми бронзовыми звёздами за службу |
| Медаль Победы во Второй мировой войне    | Медаль «За службу в оккупационной армии» | Орден Почётного легиона (кавалер) |

|  |

| Похвальная благодарность армейской воинской части |

### Наградная запись к медали Почёта
Ранг и часть: Техник-сержант армия США, рота М, 141-й пехотный полк, 36-я пехотная дивизия
Место и дата: к востоку от Бельмон-сюр-Бюттан, Франция, 24-27 октября 1944 года
Поступил на службу: Сигнал-Маунтин, штат Теннесси.
G.O. No. 53, июль 1945
Возглавляя секцию тяжёлых пулемётчиков при поддержке первого взвода роты К он занял позицию близ высоты 623 к востоку от Бельмон-сюр-Бюттан, Франция, 24 октября 1944 года с задачей прикрыть правый фланг третьего батальона и поддержать его действия. Техник-сержант Кулидж выдвинулся вперёд вместе с сержантом из роты К для разведки позиций с целью координации огня лёгких и тяжёлых пулемётов. В лесу они наткнулись на вражеский отряд численностью примерно в пехотную роту. Тех. серж. Кулидж попытался обмануть немцев показав свою уверенность и смелость предложил им сдаться, На что противник открыл огонь. Стреляя из карабина тех. серж. Кулидж ранил двоих противников. В его отряде не было офицеров, тех. серж. Кулидж тут же принял командование. Многие из его людей были из пополнения, недавно прибывшего [на фронт] они в первый раз оказались под обстрелом. Тех. серж. Кулидж не обращая внимания на вражеский огонь с близкой дистанции двигался вдоль позиций, успокаивая и воодушевляя своих людей и направляя их огонь. Атака была отражена. В течение 25 и 26 октября противник повторял свои атаки на позицию боевой группы но каждый раз был отброшен ввиду лидерских способностей тех. серж. Кулиджа. 27 октября германская пехота при поддержке двух танков предприняла решительную атаку на позицию. Враг обстреливал местность из лёгкого стрелкового оружия, пулемётов и танковых пушек. Вооружившись базукой, тех. серж. Кулидж подобрался на расстояние в 25 ярдов к танкам. Его базука оказалась неисправной и он бросил её рядом. Подобрав столько гранат, сколько он смог унести он продвигался ползком вперёд и нанёс тяжёлые потери наступающему противнику. В итоге стало ясным, что значительно превосходящий по численности противник, при поддержке танков захватит позицию. Тех. серж. Кулидж демонстрируя большое хладнокровие и храбрость, направлял и руководил организованным отступлением, став последним, кто оставил позицию. В результате героизма и выдающегося лидерства тех. серж. Кулиджа его боевая группа выполнила свою задачу в ходе четырёхдневных продолжительных боёв с превосходящим по численности противником в дождливую и холодную погоду среди густого леса.
Оригинальный текст (англ.)
Rank and organization: Technical Sergeant, U.S. Army, Company M, 141th Infantry, 36th Infantry Division

Place and date: East of Belmont sur Buttant, France, 24–27 October 1944

Entered service at: Signal Mountain, Tenn.

G.O. No. 53, July 1945
Leading a section of heavy machineguns supported by 1 platoon of Company K, he took a position near Hill 623, east of Belmont sur Buttant, France, on October 24, 1944, with the mission of covering the right flank of the 3d Battalion and supporting its action. T/Sgt. Coolidge went forward with a Sergeant of Company K to reconnoiter positions for coordinating the fires of the light and heavy machineguns. They ran into an enemy force in the woods estimated to be an infantry company. T/Sgt. Coolidge, attempting to bluff the Germans by a show of assurance and boldness called upon them to surrender, whereupon the enemy opened fire. With his carbine, T/Sgt. Coolidge wounded 2 of them. There being no officer present with the force, T/Sgt. Coolidge at once assumed command. Many of the men were replacements recently arrived; this was their first experience under fire. T/Sgt. Coolidge, unmindful of the enemy fire delivered at close range, walked along the position, calming and encouraging his men and directing their fire. The attack was thrown back. Through 25 and October 26, the enemy launched repeated attacks against the position of this combat group but each was repulsed due to T/Sgt. Coolidge's able leadership. On October 27, German infantry, supported by 2 tanks, made a determined attack on the position. The area was swept by enemy small arms, machinegun, and tank fire. T/Sgt. Coolidge armed himself with a bazooka and advanced to within 25 yards of the tanks. His bazooka failed to function and he threw it aside. Securing all the hand grenades he could carry, he crawled forward and inflicted heavy casualties on the advancing enemy. Finally it became apparent that the enemy, in greatly superior force, supported by tanks, would overrun the position. T/Sgt. Coolidge, displaying great coolness and courage, directed and conducted an orderly withdrawal, being himself the last to leave the position. As a result of T/Sgt. Coolidge's heroic and superior leadership, the mission of this combat group was accomplished throughout 4 days of continuous fighting against numerically superior enemy troops in rain and cold and amid dense woods.
— 